# Max Karoubi
Max Karoubi (* 1938 in Tunis) ist ein französischer Mathematiker, der seit den 1960er Jahren ein führender Experte in der algebraischen {\displaystyle K}-Theorie ist.

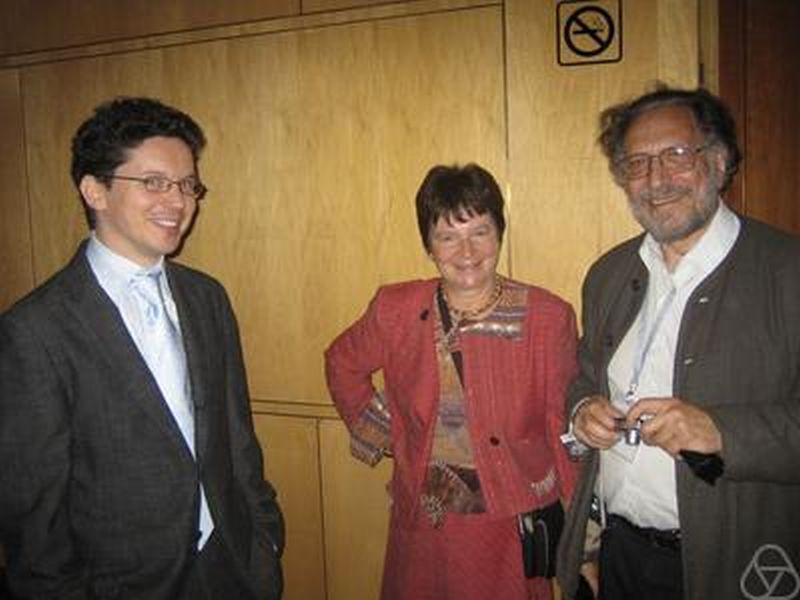
Max Karoubi (rechts) mit Wendelin Werner, ICM 2006

## Biografie
Karoubi besuchte 1959 bis 1963 die École normale supérieure. Er wurde 1967 an der Universität Paris bei Henri Cartan über Clifford-Algebren und {\displaystyle K}-Theorie promoviert, während er gleichzeitig von 1963 bis 1967 Forscher am CNRS war, der mit Alexandre Grothendieck und Cartan arbeitete. 1963/64 nahm er am Seminar von Cartan und Laurent Schwartz in Paris teil. Er traf Grothendieck zuerst 1965, als dieser mit anderen französischen Mathematikern Kurse in Algier gab, wo Karoubi seinen Militärdienst leistete, und danach standen sie in Gedankenaustausch zur K-Theorie. Danach war er Maître de conférences an der Universität Straßburg und ab 1972 Professor an der Universität Paris VII-Denis Diderot. 1973 bis 1989 war er außerdem Maître de conférences an der École polytechnique. 2007 emeritierte er. Er war Gastprofessor unter anderem in Princeton (1968/69 am Institute for Advanced Study), Berkeley, Chicago, Rom, Buenos Aires, Singapur, Kopenhagen, Stanford.
Er war Gründer und Organisator der Europäischen Mathematikerkongresse (zuerst 1992 in Paris). 1978 erhielt er den Preis der Akademie der Wissenschaften von Paris. 1980 erhielt er die Silbermedaille der CNRS. 1970 war er Invited Speaker auf dem Internationalen Mathematikerkongress in Nizza (Fondaments de la K-theorie). Er ist Fellow der American Mathematical Society. 
Zu seinen Doktoranden zählen Christophe Soulé und Jean-Louis Loday.

## Schriften

### Bücher
- {\displaystyle K}-Theory. An Introduction. Springer, Grundlehren der Mathematischen Wissenschaften, 1978, 2008, ISBN 3-540-79889-7 (russische Übersetzung 1981).
- mit Christian Leruste: Algebraic Topology via Differential Geometry. Cambridge University Press 1987.
- Homologie cyclique et {\displaystyle K}-theorie. Astérisque Bd. 149, 1987.
- Rapport sur K-theorie, in Jean-Paul Pier Development of mathematics 1950-2000, Birkhäuser 2000

### Veröffentlichungen (Auswahl)
- Algèbres de Clifford et K-théorie. Ann. Sci. École Norm. Sup. (4) 1 1968 161–270.
- mit Donovan: Graded Brauer groups and K-theory with local coefficients. Inst. Hautes Études Sci. Publ. Math. No. 38 1970 5–25.
- Théorie de Quillen et homologie du groupe orthogonal. Ann. of Math. (2) 112 (1980), no. 2, 207–257.
- Le théorème fondamental de la K-théorie hermitienne. Ann. of Math. (2) 112 (1980), no. 2, 259–282.